# Hedychium elwesii
Hedychium elwesii är en enhjärtbladig växtart som beskrevs av John Gilbert Baker. Hedychium elwesii ingår i släktet Hedychium och familjen Zingiberaceae. Inga underarter finns listade i Catalogue of Life.